# Camille Ournac
Camille Ournac (Tolosa, 31 agosto 1845 – Tolosa, 25 febbraio 1925) è stato un politico francese.

## Biografia
Mercante di vini e produttore di farina, entrato in politica, fu prima membro del consiglio di dipartimento, poi presidente del consiglio regionale, sindaco di Tolosa – dove introdusse numerose riforme in città – e, negli ultimi anni della sua vita, senatore della Alta Garonna nella Terza Repubblica Francese.
Eletto per la prima volta il 20 maggio 1888, Camille Ournac è stato il primo di una lunga serie di sindaci radical-socialisti a Tolosa. Ha fondato la borsa del lavoro e instaurato i primi tram della città.
Rieletto il 15 maggio 1892 nelle liste dei radicali di sinistra dell'unione socialista e appoggiato da La Dépêche du Midi, Ournac batte alle elezioni il repubblicano Josef Sirven. Il 6 ottobre successivo, Ournac dà le dimissioni assieme ai suoi vice: Honoré Serres e Jean Jaurès. Vengono rieletti il 9, ma danno nuovamente le dimissioni. Honoré Serres gli succede lo stesso anno come sindaco della città.
Ournac, con un decreto municipale il 14 aprile 1891, instituì il Museo Saint-Raymond – il "museo delle arti decorative antiche ed esotiche" a Tolosa. Il museo venne inaugurato dallo stesso Ournac il 24 aprile 1892.
Nel 1892, Ournac decise di far allestire la Sala degli Illustri (Salle des Illustres), una grande galleria di opere di artisti tolosani nel Campidoglio, poi adibita a sala di ricevimento. Lo Stato, che era responsabile della metà dei costi di ristrutturazione, e la città, contestano la scelta degli artisti che avrebbero partecipato all'opera. La decisione del Comune di ricorrere esclusivamente ad artisti della scuola tolosana prevalse il 20 gennaio 1892. Gli artisti, le cui opere finirono col decorare le pareti della Sala sono Jean-Paul Laurens, Jean-Joseph Benjamin-Constant, Jean-André Rixens, Paul Gervais, Édouard Debat-Ponsan, Henri Rachou, Paul Pujol e Henri-Jean Guillaume Martin.

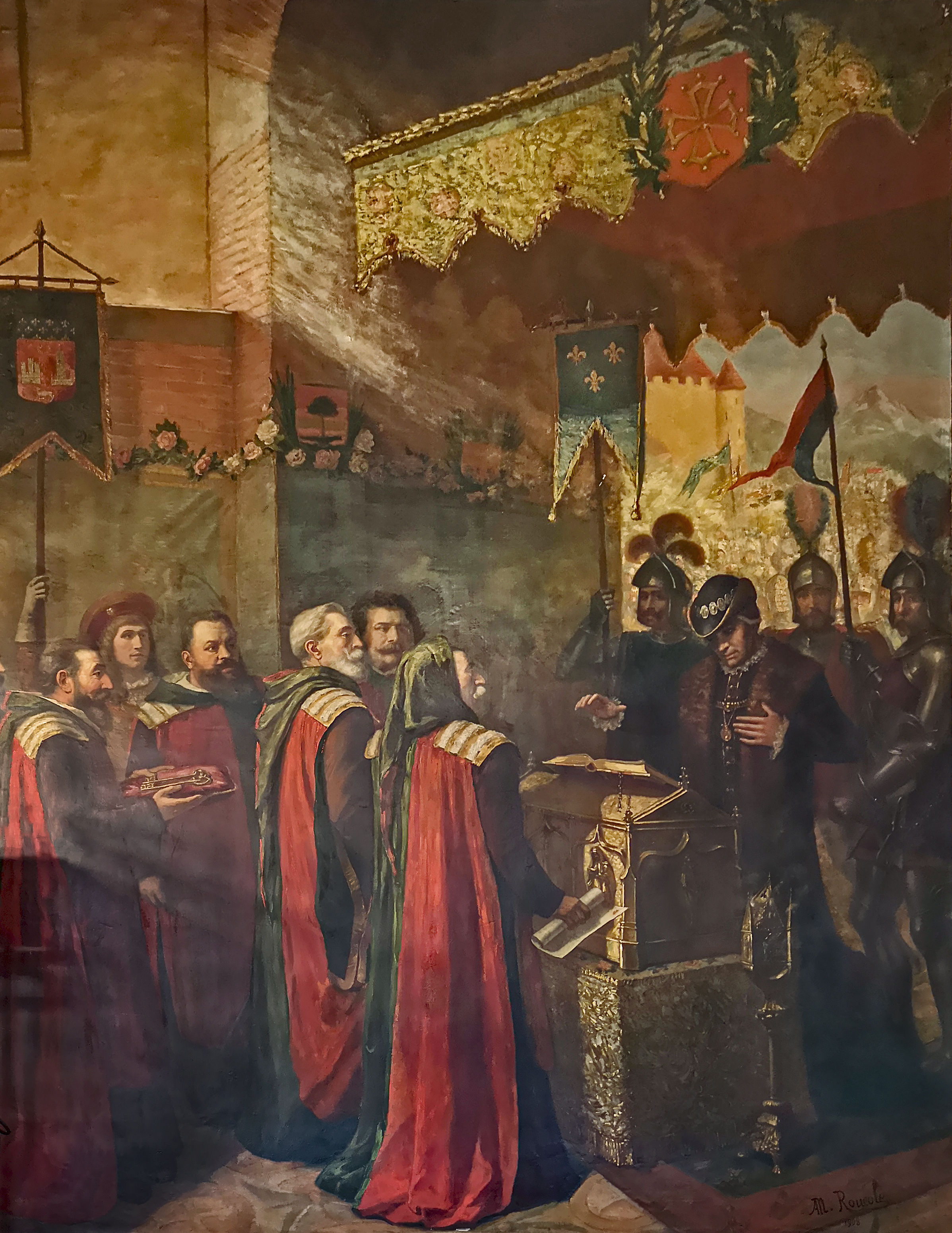
André Roucolle: Ingresso di Luigi XI a Tolosa fa figurare diversi politici della fine XIX secolo nella sua opera, fra i quali lo stesso Ournac vestito da capitoul.

## Senatore
Fu eletto senatore della Alta Garonna il 3 gennaio 1897, rieletto alle elezioni del 1906, ma nel 1920 perse il suo seggio. Durante il suo mandato, Ournac si unì al partito della Sinistra Democratica francese ed intervenne su questioni di bilancio legate all'agricoltura e fu anche membro di diverse commissioni, come finanza,  ferrovie, iniziativa, interesse locale, organizzazione economica della nazione in tempo di guerra. Il 15 ottobre 1915, Ournac presentò una mozione di protesta contro l'esecuzione di Edith Cavell da parte dei tedeschi, che fu approvata all'unanimità dal Senato.